# Каражар (Байтерецький район)
Каража́р (каз. Қаражар) — село у складі Байтерецького району Західноказахстанської області Казахстану. Входить до складу Перемітнинського сільського округу.
У радянські часи село називалось Чорноярово.
Населення — 218 осіб (2021; 268 у 2009, 379 у 1999, 395 у 1989).